# Seminario vescovile (Senigallia)
Il Seminario vescovile di Senigallia è l'istituzione della diocesi di Senigallia per la formazione dei futuri presbiteri per il servizio della stessa; il termine allude anche all'edificio in cui essa ha sede.

## Storia

### Le origini del Seminario vescovile di Senigallia
Il Seminario è uno tra i più antichi d’Italia. Nonostante non si conosca la data esatta della sua fondazione, esistono fonti che ne attestano l’esistenza da prima del 1578, addirittura il Vescovo Cucchi e Monsignor Mencucci fanno riferimento ad una data anteriore, ovvero il 1573 (anno in cui fu formata la prima commissione per la costruzione dell’edificio). Infatti qualche anno prima, precisamente nel 1563, è stata sancita l’istituzione dei seminari dal Concilio di Trento per la preparazione dei futuri sacerdoti e, a partire dal primo sinodo dell’anno successivo al Concilio, il clero diocesano venne interessato all’esecuzione del decreto. Infatti, negli anni successivi a tale concilio si susseguirono numerosi sinodi, nei quali si presero in esame diverse questioni relative al Seminario e alla sua amministrazione, ma il Monsignor A. Polverari fa riferimento ad un’istituzione senza una vera e propria sede, tuttavia già operativa nel periodo compreso fra il 1574 e il 1577. Quando, nel 1650, si ebbero fondi sufficienti per fronteggiare le spese della costruzione del Seminario, venne assegnata la prima sede in quella che allora era l’ultima contrada della città, conosciuta a quel tempo come “Contradella”, poi Contrada S. Filippo (e in seguito Via del Seminario, Via dei Fusari -perché nei giorni di mercato vi si vendevano gli oggetti di legno, fusi ecc.-; poi Via Umberto I, e ora Via Fratelli Bandiera); l’edificio del Seminario si estendeva fino alla Contrada del Sagro Monte (ora Via Mastai). L’edificio non fu realizzato ex-novo, bensì fu adattato su case preesistenti, infatti nella carta topografica del Mortier (1663) queste case sono riportate, mentre sia in quella del 1546 sia in quella del Ridolfi (1596) quella zona era alberata. Perciò, le case acquistate non dovevano essere molto vecchie e tutte erano in comunicazione, costituendo così un complesso unico. Nonostante i progressi conseguiti, l’obiettivo di una sede grande ed unica non era ancora stato raggiunto; infatti, i giovani erano sparsi nelle varie case, e dunque non era possibile una buona sorveglianza. Perciò, nel Libro delle Congregazione del 1716, è presente un progetto volto ad una sistemazione migliore, ma non era possibile attuarlo senza l’acquisto di un appezzamento di terreno confinante. Quest’ultimo apparteneva al canonico Saginati, con il quale vi erano difficoltà negli accordi. La Congregazione del 17 luglio 1717 sottolineò l’urgenza di abbattere il Seminario e ricostruirlo per i motivi soprariportati e per i danni riscontrati in alcune di quelle case a seguito delle frequenti inondazioni del fiume Misa. Così, il terreno Saginati venne acquistato per 50 scudi d’Urbino, ed il Vescovo Cardinale Giandomenico Paracciani fece iniziare la demolizione delle vecchie case e la costruzione del Nuovo Seminario, che durò 14 anni, quindi fino al 1731, sotto il Vescovo Bartolomeo Castelli. Lo stesso Cardinale diede al seminario un regolamento, sostituito 10 anni dopo dal vescovo Monsignor Isolani. Nel 1741 la direzione del Seminario venne affidata agli Scolopi, i quali, nel 1750 (due anni dopo la beatificazione del loro fondatore) convertirono un magazzino in Chiesa intitolata al Beato Giuseppe Calasanzio.

### Il Seminario durante le due grandi ampliazioni della città
Negli anni 1746 e 1757 si verificarono le due grandi ampliazioni di Senigallia, volute da Benedetto XIV, ammirato perfino da Voltaire. Sotto il suo pontificato la città conobbe un periodo di grande splendore. Ad influire in modo significativo sull’edificio del Seminario fu la seconda, che vide il prolungamento dei Portici Ercolani dal Seminario fino al ponte dei Cappuccini (adesso ponte Garibaldi). Per tale motivo l’edificio fu chiamato Seminario dei Portici. Riguardo a questo porticato, ne parla Edoardo Fazi nel capitolo 7 del volume 3 di “Senigallia nella storia”, dicendo: “3° porticato - 17 archi, dal XLVI al LIII e dal 54 al 60”. Di tale porticato la comunità si occupò della costruzione dei primi dieci archi dal XLIV al LIII mentre il Seminario edificò i restanti sette (dal 54 al 60). Nonostante il contratto di vendita del sito sia datato 7 maggio 1759, il Seminario costruì i suoi 7 archi in seguito. Il fatto che quest’ultimo abbia edificato solo gli ultimi 7 archi non significa che solo sopra di essi ha limitato la costruzione del suo fabbricato sovrastante, la tipologia del quale sembra indicare invece che sopra i 5 archi -dal XLV al XLIX- abbiano costruito i padri Scolopi e sui rimanenti 11, dal 50 al 73 e dal 54 al 60 lo stesso Seminario. IL 12 aprile 1778, sotto il Vescovo Cardinale Bernardino Honorati (1777-1808) il Seminario fu ristrutturato e reso imponente, nonostante al suo interno fossero ancora visibili gli antichi sviluppi delle molteplici costruzioni.

### Regolamenti del Seminario
Gli Scolopi garantirono all’istituto un esteso periodo di sfarzo. Non passò molto tempo perché all’unico “mastro” ne vennero aggiunti altri quattro, periti nel canto, nella grammatica, nella logica e nella teologia morale. Le scuole erano distinte in Basse e Alte; le vacanze terminavano per tutti il 2 novembre, ma mentre per i piccoli avevano inizio l’8 settembre, per i grandi il 14 agosto. Erano presenti, inoltre, quelle di Pasqua e di Carnevale. Sempre dagli Scolopi fu istituito un collegio per gli alunni esteri. I seminaristi erano soggetti a una severa regola, e di questo se ne ha notizia già dal 1627, quando il vescovo era Barberini. Nel Libro delle Congregazioni del 1º luglio 1960 si legge di una proposta di estendere l’obbedienza alle regole a tutte le cariche, anche se non è riportato l’esito di tale disegno. Durante il vescovato di Castelli (1724-1734), ogni sabato doveva avvenire la lettura del Regolamento redatto da lui stesso; successivamente, tuttavia, il suddetto fu sostituito con quello del vescovo Isolani (1734-1742), in quanto quest’ultimo era venuto a conoscenza di errori di interpretazione e abusi. Ulteriori costituzioni risalgono al 1770, per poi aggiungersene altre nel corso dell’Ottocento. Dal 1854 al 1860, anno dell’annessione dello Stato Pontificio al Regno d’Italia, il Seminario fu amministrato dai Gesuiti. Fu particolarmente rilevante il Regolamento del vescovo Cucchi, datato 1904, il quale annoverava 96 regole severe, ma allo stesso tempo comprensive, nei riguardi della giovane età degli allievi. Infatti, veniva ribadita l’importanza dello svago nelle ore di ricreazione, la gentilezza nel comportamento e la “mondezza della persona”.

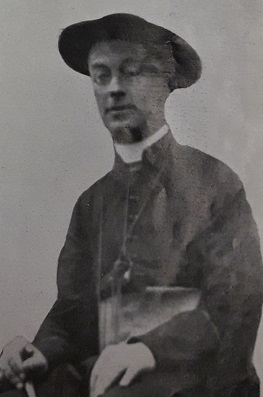
Mons. Tito M. Cucchi

### Il Seminario nel 1800 e le assegnazioni di Pio IX
Il periodo degli Scolopi è stato uno dei più importanti nella storia del Seminario, ma anche uno dei più oscuri. Infatti nel 1800, a causa dei profondi cambiamenti messi in atto da Napoleone, gli Scolopi furono costretti ad andarsene ed a portare con sé quasi tutti i documenti dell’archivio (compresi, sembra, i verbali delle riunioni delle Congregazioni Conciliari). Il Seminario dunque risentì sensibilmente delle vicende napoleoniche, ma poté vivere fino a riprendere una vita regolare e florida sotto il Vescovo Cardinale Testaferrata (1818-1844), che scelse per l’insegnamento non solo i professori sacerdoti, ma anche alcuni laici illustri, come Luigi Mercantini, al quale fu assegnata la cattedra di Retorica (dal 1842 al 1844). Pio IX concesse numerosi benefici al Seminario della sua città natale: infatti, attraverso le entrate dello Stabilimento Pio, assegnò 12 posti gratuiti a favore dei chierici meno abbienti ed aumentò i salari ai professori (di Teologia Dogmatica, Teologia Morale, Sacra Scrittura, Storia della Chiesa, Diritto Canonico e Civile). Inoltre concesse il privilegio di 2 posti gratuiti al Seminario Pio di Roma, al contrario delle altre Diocesi dello Stato Pontificio alle quali ne fu assegnato soltanto 1. Vi fu anche un quarto beneficio elargito da Pio IX, ovvero il convento di San Sebastiano a Mondolfo con il decreto di soppressione del Convento dei Conventuali del 1852, per la villeggiatura. Esso fu occupato dalle Monache Benedettine, quando con la soppressione vennero cacciate dal loro antico monastero: vi rimasero fino al 6 settembre 1872, anno in cui comprarono la casa dove si trovano tuttora. I seminaristi nel 1868 andarono a villeggiare per la prima volta al convento dei Cappuccini di Scapezzano; in seguito in quello del medesimo ordine a Senigallia, dove andarono fino al 1902 (in maniera non continuativa). Già nel 1902 fu terminata la costruzione della villa di Scapezzano grazie a Pio IX, infatti la vendita dei beni di Mondolfo contribuì a parte delle spese. La storia del Seminario di questo secolo vede come protagonisti due vescovi, già rettori di due seminari illustri: Monsignor Tito Maria Cucchi e Monsignor Umberto Ravetta. Monsignor Cucchi nel 1904 stabilì un regolamento che è ancora in vigore; nel 1915 fece riparare il seminario danneggiato dal bombardamento austriaco.

### Il terremoto del 1930
Il 2 febbraio del 1924 si verificò un terremoto che arrecò parecchi danni all’edificio del Seminario, fatti riparare dal Vescovo Cucchi con grande solerzia. Ma negli anni successivi, precisamente il 30 ottobre del 1930, un nuovo devastante terremoto provocò danni irreparabili all’intero edificio, che dovette in parte essere demolito. In questo modo il Seminario dei Portici ebbe fine. Don Gaudenzio Allegrezza scrisse una cronaca relativa a quei momenti particolarmente difficili.

### Il periodo di Montemarciano
A seguito del terremoto, i chierici in un primo momento furono mandati presso le loro abitazioni, tutti vivi sebbene alcuni di loro fossero feriti; poi furono ospitati nelle scuole di Montemarciano dal 4 dicembre 1930 al 13 aprile 1931. Abbiamo testimonianze di questo periodo grazie alle brevi annotazioni presenti nelle “Cronache del Seminario”. I professori venivano occasionalmente da Senigallia e le aule erano poche e funzionali a soddisfare tutte le esigenze dei chierici. Vi era un dormitorio per 40 alunni nello scantinato, una piccola cappella nel sottoscala, un lungo e stretto Refettorio allestito in un corridoio del sotterraneo.

### Il Seminario nella villa di Scapezzano (1931-1956)
Il 13 aprile 1931 i seminaristi alloggiarono nella villa di Scapezzano, dove si sarebbero dovuti trattenere fino al 1957. Tale luogo fu oggetto della munificenza di Papa Pio XI, mediante il ripristino, a seguito del terremoto, e altresì la dotazione di una nuova cappella. Dalle memorie di sacerdoti che trascorsero gli anni di studio là, si apprende delle rigide condizioni climatiche in cui l'edificio versava, tanto è vero che un anonimo seminarista scrisse: "I banchi fatti certamente con i resti dell’Arca di Noè; il fuoco è monopolio dello straniero: studio, scuola, preghiera, sempre in ambiente freddo; e come filtra la Bora!”. Con l'avvento della Seconda Guerra Mondiale, l'abitazione subì gravi danni durante il passaggio del fronte, avvenuto l'8-9 agosto del 1944, dai Polacchi, alleati degli Americani, che conquistarono la zona; ciò determinò un peggioramento della precedente situazione, a causa dell'indebolimento degli infissi. Tuttavia, l'atmosfera che si respirava all'interno era tutt'altro che fredda, come dimostrano le pie ed apostoliche iniziative, una su tutte la fondazione, nel 1931, di un Circolo Missionario. Il suddetto era particolarmente solerte, dedicandosi alle più svariate attività, incluse le Mostre Missionarie, nonostante alcuni fra gli evangelizzatori furono fatti prigionieri, successivamente liberati. Si allestivano, poi, recite e feste: assumeva una valenza importante quella delle Madri, occasione per il seminarista di trascorrere l'intero dì con la propria mamma. Era presente, ancora, la redazione di un giornale, denominato "Alleluja". Permaneva, eppure, il problema, di natura economica, della ricostruzione del Seminario, definito "il grande dimenticato", così, nel 1946, il vescovo comprò a tale scopo il palazzo della Filanda in Piazza del Duomo. Alla spesa contribuì il Papa stesso, donando tre milioni e mezzo di lire, ma non fu comunque possibile l'opera, in quanto vi dimoravano 18 famiglie. Con l'aumento del sussidio statale per i danni del terremoto, però, la Diocesi si vide di fronte a un bivio, se riadattare la Filanda o edificare una struttura nuova. Si disponeva già di una locazione, che, molto estesa, sorgeva su un rialzo panoramico, grazie alla donazione del 1932 di Pio XI. La risoluzione fu comunicata ufficialmente il 27 novembre 1948, dal vescovo Ravetta.

### Il nuovo Seminario a Senigallia

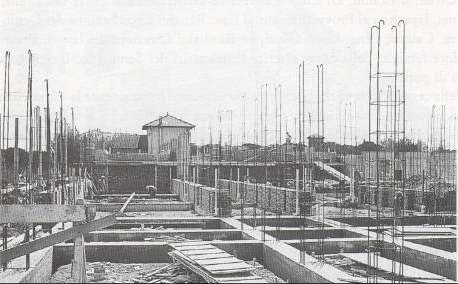
La nuova sede del Seminario, in costruzione.

#### Costruzione del nuovo Seminario
Il Vescovo Ravetta fece redigere il progetto per il nuovo Seminario dall’ingegnere Battistini e dall’architetto Marcello Diamantini. 
Il Vescovo benedì la prima pietra il 6 marzo 1949 (nel 10º anniversario della presa di possesso della Diocesi). La pietra venne posta però venne posta nella chiesa di Sant’Assunta a causa delle rigide condizioni climatiche di quel giorno.
La costruzione iniziò il 6 dicembre 1951 da parte della ditta Girolimini, e il 4 maggio dell’anno seguente fu posata la prima pietra, benedetta tre anni prima. L’inizio dei lavori implicò delle difficoltà finanziarie, che furono rimediate grazie al mutuo di 30 milioni concesso dall’istituto di Credito Fondiario e grazie alle importanti somme versate dal clero e dal popolo (anche attraverso l’organizzazione di iniziative ed eventi, il cui ricavato era destinato alla costruzione del Seminario). L’edificio fu realizzato in 4 anni.

#### Inaugurazione e benedizione della nuova chiesa del Seminario
L’8 dicembre del 1953 venne celebrata la cerimonia della posa in opera della prima pietra della Chiesa del nuovo Seminario. La Chiesa fu dedicata alla Madonna Immacolata e fu inaugurata il 5 dicembre del 1954, anno mariano durante il quale i seminaristi compirono numerosi pellegrinaggi.

#### Inaugurazione del nuovo Seminario
Il nuovo Seminario fu inaugurato il 5 ottobre del 1957, nonostante i seminaristi avessero fatto il loro ingresso in forma ufficiosa il 19 settembre dello stesso anno. Questi ultimi erano in numero di 103. Il rettore che inaugurò il Seminario fu Monsignore Macario Tinti. Dopo l’inaugurazione restavano forti impegni organizzativi ed economici, ai quali il clero e i fedeli fornivano il loro contributo. Per qualche tempo il Seminario prosperò, ma alla morte del vescovo Ravetta non fu eletto subito un successore e nel periodo compreso tra il 1965 ed il 1971 si ebbero due amministratori Apostolici. A causa delle crisi delle vocazioni i seminaristi furono trasferiti al Seminario Regionale di Fano (nel 1968 gli studenti di Teologia, nel 1969 quelli del Liceo). Così a Senigallia rimase solo il Seminario Minore.

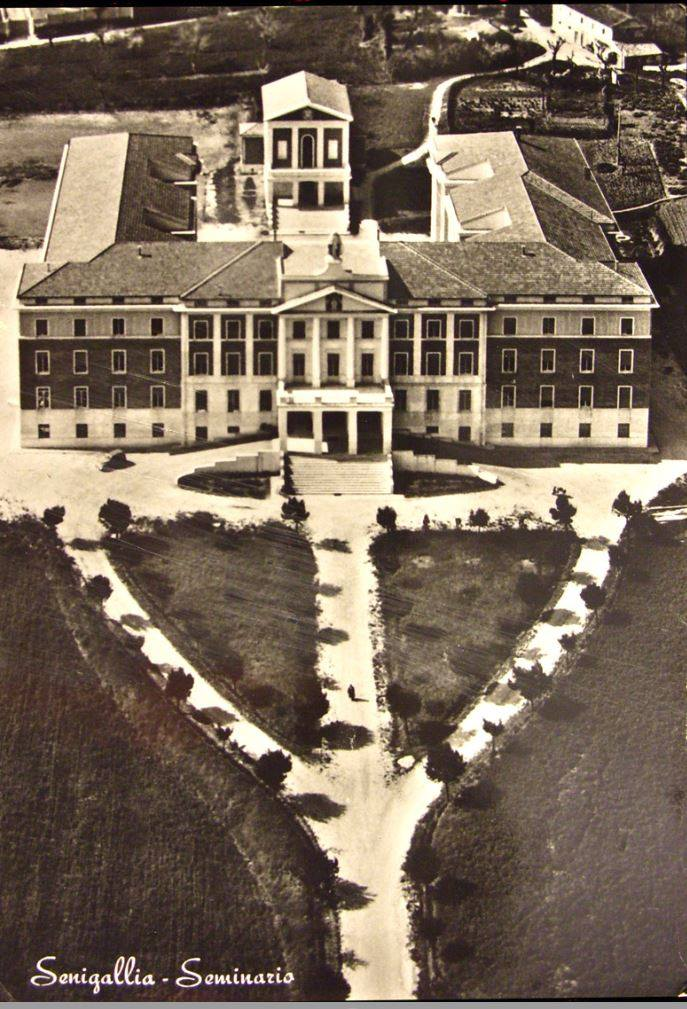
Veduta dall'alto della sede del Seminario

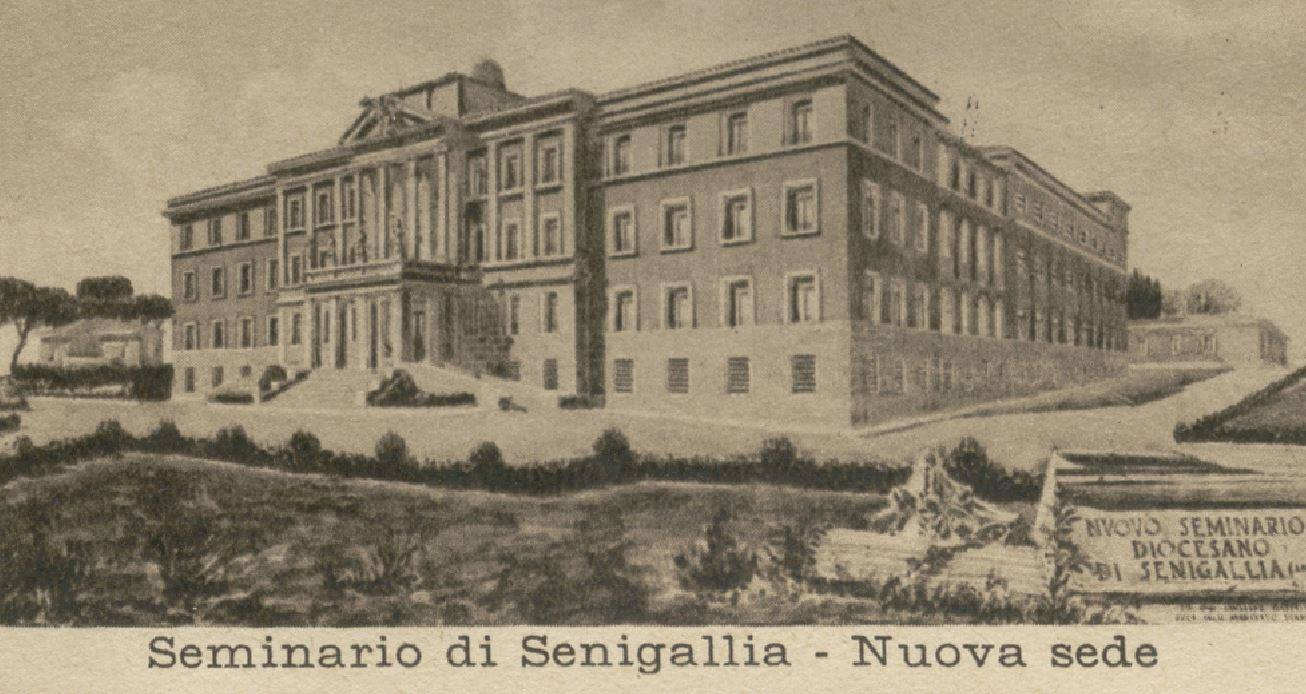
La sede del Seminario, una volta terminati i lavori.

## Descrizione

### Dati tecnici relativi al nuovo Seminario vescovile di Senigallia
Il nuovo fabbricato giace nella parte ovest della città, in una posizione innalzata che permette un'ampia visuale, dagli Appennini a sud al mare Adriatico a nord.
Previsto per accogliere n. 120 alunni, esso è organizzato in due edifici, uno principale, il quale rappresenta il Seminario stesso e i servizi annessi, e il secondo, adibito a chiesa.
La pianta del primo è ad "U", essendo costituita da due ali laterali.
Tra esse sorge un cortile aperto sul lato sud, la chiesa e, su quello opposto, l'avancorpo che forma l'Aula Magna.
Quattro sono i piani presenti, dei quali quello ad ovest, parzialmente interrato, è destinato ai servizi.
Esso, infatti, nell'ala sinistra ospita la cucina, la dispensa, il guardaroba, la cappellina per le Suore, i servizi igienici e il garage; il corpo centrale consta della lavanderia, delle docce, della cantina, di tre magazzini e del teatro. 
Infine, nell'ala destra, hanno sede un locale per la ricreazione e 3 vani, destinati l'uno ad uso sportivo, l'altro come spogliatoi e l'ultimo per i servizi igienici.

#### Piano terra
Questa zona, rialzata di circa 4 metri, nell'ala destra comprende 9 aule per lo svolgimento delle lezioni, l'Aula Magna, locali di servizio e servizi igienici; il corpo centrale contiene la segreteria, la direzione, l'appartamento per il custode, situato accanto all'entrata, il centralino telefonico, il quadro generale dell'impianto elettrico, due parlatori, il gabinetto scientifico, l'economato ed una biblioteca.
Nell'ala sinistra risiedono una biblioteca, il refettorio con due stanze attigue per utilizzo culinario, munite di portacarichi, il refettorio riservato ai professori, l'appartamento delle suore, i servizi igienici.

#### Primo piano
Esso era così sistemato:
- Ala destra: 4 sale di studio con relativi servizi igienici;

- Parte centrale: 6 appartamenti per il personale religioso che dirige l'Istituto e per eventuali ospiti; ve n'è uno, inoltre, per il Monsignor Vescovo;

- Ala sinistra: infermeria con annessi due ulteriori locali, due dormitori per gli alunni, con i relativi servizi igienici.

#### Secondo piano
- Ala destra: 13 camerette ad un letto con due gruppi di servizi igienici e due bagni;

- Corpo centrale: 17 camerette, con i propri servizi, e una cappellina. Il corridoio permette l'accesso ad una spaziosa terrazza, sovrastante l'Aula Magna;

- Ala sinistra: 3 dormitori, forniti di servizi igienici;

È inoltre presente un sottotetto, che copre tutta la superficie del fabbricato.
Ogni piano è caratterizzato da tre bracci di corridoi, per garantire il disimpegno dei vari locali. Delle finestre, collocate al centro verso il cortile e nelle estremità, illuminano gli ambienti. Vi sono in totale 4 scale, delle quali due, le principali, nell'ala centrale, mentre le restanti, che sono secondarie, nelle zone laterali. Esse sono simmetriche rispetto all'asse dello stabile.

#### Chiesa
Tale edificio si trova, fino alla costruzione del portico, in una locazione isolata, nella parte posteriore, tuttavia l'asse longitudinale coincide con quello del complesso principale.  E' strutturato in una navata centrale e in due vani, l'uno allestito come sagrestia, l'altro come locale riservato alle suore.

### Caratteri costruttivi dell'edificio
La struttura adottata nella costruzione dello stabile è intelaiata e in cemento armato. Le murature di riempimento delle maglie sono in mattoni pieni nel piano terreno, a doppia parete con camera da aria in quelli superiori.  Cemento armato e laterizi compongono i solai, mentre i pavimenti sono stati realizzati in marmette di cemento e graniglia di marmo, ad eccezione dell'Aula Magna e dell'atrio, dove si è ricorso al bollettonato. Il tetto è munito di sottotegola, e il solaio sottostante è in laterizio e cemento armato; le tegole sono marsigliesi. Con il marmo sono state erette le scale, le facciate esterne, invece, sono rivestite in mattoncini da paramento. Le finestre sono caratterizzate da riquadrature in lastre di travertino, e la zoccolatura, insieme al colonnato centrale che regge la trabeazione, ad essa stessa ed al cornicione, sono rifiniti a cemento bianco, per imitare proprio il travertino.  Le aree restanti presentano rifiniture ad intonaco comune. La chiesa esibisce le medesime proprietà.
Il Seminario, inoltre, è fornito di in un impianto elettrico, realizzato con tubi di plastica inseriti nelle murature; un quadro generale luminoso regola quest'ultimo. Vi è anche un'installazione per l'erogazione autonoma dell'acqua potabile.
La superficie complessiva è pari a circa 2500 mq, con un totale di 165 vani.